# Otacylia Sewera
Otacylia Sewera, Marcia Otacilia Severa – małżonka cesarza rzymskiego Filipa I Araba. 
Była córką namiestnika Severianusa (Severusa), matką przewidzianego na następcę Juliusza Filipa, w 247 awansowanego na współrządcę ojca. Oprócz przysługującego jej tytułu augusty, nosiła honorowe tytuły „Matki obozów (wojskowych)” oraz „Matki senatu i ojczyzny”. W latach 244-249 bito w jej imieniu monety z najczęściej spotykaną inskrypcją MARCIA OTACIL(ia) SEVERA AVGVSTA.